# Daihatsu Gran Max
Der Daihatsu Gran Max ist ein Kleintransporter, der in Indonesien von Astra Daihatsu Motor seit 2008 produziert wird. Erhältlich sind Kleinbus-, Kastenwagen- und Pritschenwagen-Versionen. Das Leergewicht wird mit 1840–2000 kg angegeben. Neben Indonesien wird er auch in anderen asiatischen Ländern angeboten, nicht jedoch in Japan. Dort wird das Modell vom Daihatsu-Mutterkonzern Toyota mittels Badge-Engineering als Toyota TownAce und Toyota LiteAce angeboten. Auf Basis des Gran Max entstand auch ein Minivan, der Daihatsu Luxio.
Entwickelt wurde der Gran Max auf Basis des Daihatsu Hijet, allerdings hat er einen längeren Radstand als dieser. Als Motoren kommen der 13B-REW 1,3 L mit 88-PS- und der KSZ-VE 1.5 LVVT-i mit 97-PS-Benzinmotor zum Einsatz. Neben dem Fünfgang-Schaltgetriebe ist auch ein Viergang-Automatikgetriebe optional erhältlich. Als Kastenwagen und Kleinbus verfügt er über je eine seitliche Schiebetür und Heckklappe. Maximal sind neun Sitzplätze möglich, wobei er in allen drei Versionen im Fahrerhaus Platz für drei Personen bieten kann. Mit Beginn der Einführung als Toyota-Modelle in Japan wurden die Gasfedern der Heckklappe, die Türschlösser und die Türgriffe überarbeitet, weil sie sich als zu schwach dimensioniert herausstellten.